# Pedro Lopes (cyclisme, 1999)
Gonçalves Lopes est un nom portugais ; le premier nom de famille (d'usage facultatif) est Gonçalves et le second est Lopes.
Pedro Miguel Gonçalves Lopes (né le 7 juillet 1999) est un coureur cycliste portugais. Il est membre de l'équipe Rádio Popular-Paredes-Boavista.

## Biographie
Chez les juniors (moins de 19 ans), Pedro Lopes est sélectionné en 2017 pour représenter son pays aux championnats du monde et aux championnats d'Europe. 
En 2018, il rejoint l'équipe continentale Liberty Seguros-Carglass. L'année suivante, il signe chez UD Oliveirense-InOutbuild, avec laquelle il prend la deuxième place du Tour du Portugal de l'Avenir, réservé aux coureurs espoirs (moins de 23 ans). 
En 2020, il termine deuxième du championnat du Portugal sur route espoirs et vingt-huitième du Tour du Portugal, où il se classe troisième du classement des jeunes. En 2021, il remporte une étape puis le classement général du Grand Prix des Açores, inscrit au calendrier national. 

## Palmarès
- 2019
  - 2e du Tour du Portugal de l'Avenir
- 2020
  - 2e du championnat du Portugal sur route espoirs
- 2021
  - Grand Prix des Açores :
    - Classement général
    - 3e étape

  - 2e étape du Tour du Portugal de l'Avenir
  - 3e du Tour du Portugal de l'Avenir

## Classements mondiaux
| Année           | 2020 |
| --------------- | ---- |
| UCI Europe Tour | 724e |